# シフレー
シフレー（סִפְרֵי siphrēy, Sifre, Sifrei）
アラム語「書物（シフラー）」の複数形。ヘブライ語ではセファーリーム（spharim, sforim）に相当する。
ユダヤ教文書としては、ベミドバル（民数記）、デバーリーム（申命記）を基礎とした、タンナーイームによるハラーハー、つまりミドラーシュ・ハラーハーの一つである。
4世紀頃、イスラエルの地において編纂された。